# Elisha Lim
Elisha Lim (Toronto, 1978) es una persona dedicada al arte y a las novelas gráficas de nacionalidad canadiense. Es una persona de género no binario y su pronombre es elle. Actualmente es candidato/a a un doctorado de la Universidad de Toronto, cuya tesis aborda las redes sociales y la raza.

## Primeros años
Elisha Lim nació en Toronto, y recibió su educación primaria y secundaria en un convento católico en Singapur. Su hermana es la escritora y crítica de cultura, Thea Lim.

## Carrera

### Novelas gráficas
Su próxima novela gráfica, 7 Dreams About You, es sobre el "esfuerzo por abandonar la identidad económica" del autor/a, y las pesadillas que surgen a partir de relaciones románticas del pasado.
Su primera novela gráfica, 100 Butches, es una colección de retratos y anécdotas queer obtenidas mientras viajaba alrededor del mundo. Estaba previstó de que fuese publicado en 2008 por medio de la editorial Alyson Books, pero varios de los contratos que tenía Alyson se vieron suspendidos cuando la editorial buscó un nuevo comprador. Cuándo las negociaciones fracasaron, su empresa matriz cambió la orientación de Alyson, dedicándose esta a la publicación de libros electrónicos únicamente en 2010m por lo que varios títulos, incluyendo 100 Butches, se vieron cancelados. A pesar de ello, Lim firmó un nuevo contrato con Magnus Books en 2011. Comenzó a recibir cobertura en medios de comunicación LGBTIQ+, quienes denominaban a Lim como una "mujer queer para mirar" por AfterEllen, y como una "artista en residencia" por la revista Curve. Lim también realizó una gira en Norteamérica junto con una caravana liderada por la escrita queer Michelle Tea, llamada Sister Spit, en donde presentó fragmentos de su novela gráfica. 100 Butches ha recibido subvenciones por parte del Consejo de Artes de Canadá, y del Consejo de Artes de Ontario.

### Cómics
Después de finalizar 100 Butches, Lim ha dibujado numerosas tiras cómicas. Entre sus labores se encuentran The Sweetest Taboo, que abordaba la cultura popular infantil durante la década de 1980, y que se publicó en el periódico canadiense Capital Xtra! (actual Xtra Ottawa),Queer Pioneers, el cual se publicaba en la revista Diva, y Sissy, que consistía en un calendario mural autoeditado, que celebraba la feminidad y el lesbianismo.

### Estilo artístico
Lim crea retratos de subculturas marginales a partir de trazos o pasteles, y usualmente incorpora anécdotas o descripciones en las mismas palabras de los temas. Entre sus principales exhibiciones se encuentran The Illustrated Gentleman en la Galería FAG de Alyson Mitchell y Deirdre Logue, Generations of Queers en la Universidad OCAD, y Sissy en el Centro Comunitario William Way.

## Vida privada
Lim se declaró queer en Berlín antes de regresar a Canadá, donde  agradeció a la Escuela de Libertad de las Artes Asiática por inspirar su giro hacia el activismo antirracista. Lim ha cofundado y organizado evento en Toronto, que promueven las personas de color trans y queer, incluyendo Fresh to Def y Les Blues. El periódico Toronto Star apodó a Lim como una 'Celesbian', y en 2012, Lim estuvo dentro del Top 25 de Queers Importantes del año 2011, y como una de las 100 Activistas de Color de Canadá.

### Música
Lim persiguió una carrera musical hasta que un adivino le recomendó dejarlo y que comenzara a dibujar. No obstante, toca en una banda llamada The Sex Appeals, cuyos integrantes eran personas queers de color, y cuya música ha destacado por tener "ganchos de amapola y extravagantes títulos de canciones"; la baterista de la banda, Nadine Forde, describe su música como "crotch pop". Entre los otros miembros de la banda se encuentran Ali Naqvi en el sintetizador, Sarah Creagen en el violín, y Patrick Salvani en el bajo. Entre otros eventos, ellos tocaron en el Toronto Pride, y en la Galería de Arte de Ontario.

### Novela gráfica
- 100 Butches (Magnus Books, 2012)

### Artículos
- Identity Politics Economics in C: International Contemporary Art, (143), 50+.

### Capítulos
- Handbook: supporting queer and trans students in art and design education. Universidad OCAD (2018)[20]
- "Immigrants in solidarity with indigenous people" en The solidarity struggle: How people opf color succed and fail at showing up for each other in the fight for freedom. Universidad OCAD (2016)[21]
- A Conversation about Art and Activism with Trans and Genderqueer People Labelled with Intellectual Disabilies" (ilustraciones) en Trans Activism in Canada: A Reader. Canadian Scholar's Press, Inc. (2014)[22]

### Cómics
- Queer Pioneers, publicado en Diva, sobre destacadas mujeres lesbianas muertas.
- Sweetest Taboo, publicado en Capital Xtra!, 2009, memorias de un niño gay en la década de 1980.
- Big Mama Thornton, publicado en Shameless Magazine, número 13: Otoño de 2009
- The Illustrated Gentleman, publicado en No More Potlucks, 2010
- Gender Revolution, publicado en Women's Review of Books, julio/agosto de 2011.
- 100 Butches, editado por Annie Murphy, y publicado en Sparkplug Books, 2011
- Trans Ladies First, publicado en Bitch Magazine, número 52: Otoño de 2011
- 100 Crushes, publicado en Koyama Press, junio de 2014.[1]

### Diseños de portada
- One in Every Crowd, por Ivan Coyote, Arsenal Pulp Press, 2012,
- Persistence: All Ways Butch and Femme, editado por Ivan Coyote y Zena Sharman, Arsenal Pulp Press, 2010,
- Shameless, número 13: Otoño de 2009
- Briarpatch Magazine